# 埃德·哈姆
埃德·哈姆（英語：Ed Hamm，1906年4月13日—1982年6月25日），美国男子田径运动员，主攻跳远和短跑。他曾代表美国参加1928年夏季奥林匹克运动会田径比赛，获得男子跳远金牌。